# Bebop
Bebop hay bop là một phong cách nhạc jazz được phát triển từ đầu đến giữa những năm 1940 tại Hoa Kỳ, có các bài hát được đặc trưng bởi tiết tấu nhanh, tiến trình hợp âm phức tạp với sự thay đổi hợp âm nhanh chóng và nhiều thay đổi về khóa, sự điêu luyện của nhạc cụ và ngẫu hứng dựa trên một sự kết hợp của cấu trúc hòa âm, việc sử dụng thang âm và thỉnh thoảng có tham khảo giai điệu.
Bebop đã phát triển khi thế hệ nhạc sĩ jazz trẻ mở rộng khả năng sáng tạo của nhạc jazz vượt ra ngoài phong cách swing phổ biến, theo định hướng khiêu vũ với một "nhạc sĩ" mới không thể nghe và yêu cầu nghe gần gũi. Vì bebop không có ý định nhảy, nó cho phép các nhạc sĩ chơi ở nhịp độ nhanh hơn. Bebop nhạc sĩ hòa âm thăm dò tiên tiến, các đảo phách phức tạp, hợp âm thay đổi, hợp âm mở rộng, thay thế hợp âm, phân nhịp không đối xứng, và giai điệu phức tạp. Các nhóm Bebop đã sử dụng các phần nhịp điệu theo cách mở rộng vai trò của họ. Trong khi bản hòa tấu chủ chốt của kỷ nguyên swing là ban nhạc lớn gồm mười bốn bản nhạc chơi theo phong cách hòa tấu, nhóm bebop cổ điển là một tổ hợp nhỏ bao gồm saxophone (alto hoặc tenor), kèn, piano, guitar, đôi bass và trống chơi nhạc trong đó bản hòa tấu đóng vai trò hỗ trợ cho nghệ sĩ độc tấu. Thay vì chơi nhạc được sắp xếp nhiều, các nhạc sĩ bebop thường chơi giai điệu của một bài hát (được gọi là "phần đầu") với phần đệm của phần tiết tấu, tiếp theo là phần trong đó mỗi người biểu diễn ngẫu hứng một bản solo, sau đó trở lại giai điệu vào cuối bài hát.
Một số nghệ sĩ bebop có ảnh hưởng nhất, thường là những người biểu diễn, là: người chơi sax tenor Dexter Gordon, Sonny Rollins và James Moody; người chơi alto saxophone Charlie Parker; người chơi clarinet Buddy DeFranco; kèn trumpet Fats Navarro, Clifford Brown, và Dizzy Gillespie; nghệ sĩ piano Bud Powell, Mary Lou Williams và Thelonious Monk; tay guitar điện Charlie Christian, Joe Pass và tay trống Kenny Clarke, Max Roach và Art Blakey.